# جوني أوستروفسكي
جوني أوستروفسكي (بالإنجليزية: Johnny Ostrowski) هو لاعب كرة قاعدة أمريكي، ولد في 17 أكتوبر 1917 في شيكاغو في الولايات المتحدة، وتوفي بنفس المكان في 13 نوفمبر 1992.

## وصلات خارجية
- جوني أوستروفسكي على موقع دوري كرة القاعدة الرئيسي (الإنجليزية)
- جوني أوستروفسكي على موقعبيزبول رفرنس.كوم (الدوري الرئيسي) (الإنجليزية)
- جوني أوستروفسكي على موقع جمعية أبحاث البيسبول الأمريكية (الإنجليزية)